# 箱根駅伝ミュージアム
箱根駅伝ミュージアム（はこね えきでん ミュージアム）は、神奈川県箱根町の芦ノ湖畔にある「東京箱根間往復大学駅伝競走」（通称: 箱根駅伝）をテーマにした博物館。2005年3月に開設。

## 概要
正月の風物詩「箱根駅伝」に関する資料を展示。箱根駅伝は1920年に「世界に羽ばたく長距離ランナーの輩出」を願って誕生し、長い歴史をもつ。その間、大戦による中断など幾多の困難がありながらも、その伝統をつないできた。その歴史を年表や写真、エピソードなどを紹介している。
第1回大会から直近の大会までの全タイムや全出場校・出場者名を検索できる「検索コーナー」、記録写真や選手の愛用品や箱根寄木細工の往路優勝杯を展示、勝負における様々なエピソードなどを紹介。往年の感動と興奮を体験できる「ミュージアムシアター」や企画展示ゾーンなどもある
。
- 資料提供は、陸上競技社（「月刊陸上競技」を編集・発行）。
- 運営は、富士屋ホテル（箱根町宮ノ下359）。

なおかつてはシュミットハウスというバイキング形式のレストランであった。

## 協力団体、協賛企業
- 共催 - 箱根町箱根観光協会
- 後援 - 箱根、関東学生陸上競技連盟
- 協力 - 箱根町観光協会、日本テレビ放送網、ミズノ、金指ウッドクラフト

### 協賛企業
- サッポロビール、敷島製パン、セコム、トヨタ自動車、ミズノ（五十音順）